# Contea di Coahoma
La contea di Coahoma (in inglese Coahoma County) è una contea dello Stato del Mississippi, negli Stati Uniti. La popolazione al censimento del 2000 era di 30 622 abitanti. Il capoluogo di contea è Clarksdale.

## Città
- Friars Point